# Simpatolítico
Simpatolítico é um tipo de medicamento que inibe o funcionamento do sistema nervoso simpático. São usados como anti-hipertensivos.